# 西沢和彦
西沢 和彦（にしざわ かずひこ、1965年 - ）は、日本のエコノミスト。日本総合研究所調査部理事。社会保障、特に年金問題の専門家として知られる。日経・経済図書文化賞受賞。

## 経歴
東京都生まれ。東京都立石神井高等学校を経て、1989年一橋大学社会学部卒業、三井銀行（現三井住友銀行）入行。
1998年から株式会社さくら総合研究所調査部環境・高齢社会研究センター主任研究員、2001年から株式会社日本総合研究所調査部経済・社会政策研究センター主任研究員。2002年法政大学で経済学の修士号を取得。2010年から2013年まで一橋大学経済研究所世代間問題研究機構特任講師（連携融合事業）。日本総合研究所調査部上席主任研究員を経て、2016年から同主席研究員。2023年から同理事。
この間、2006年から厚生労働省社会保障審議会年金部会委員。2009年から同審議会日本年金機構評価部会委員。2008年から参議院第二特別調査室客員調査員、2009年から中小企業庁中小企業政策審議会臨時委員、2007年から2008年まで日本経済新聞社年金制度改革研究会外部委員。2012年社会保障制度改革国民会議委員。2024年第213回国会衆議院予算委員会公聴会公述人。
2008年に出版した『年金制度は誰のものか』で同年度の日経・経済図書文化賞を受賞。

## 著書
- 『年金大改革』（日本経済新聞社、2003年）
- 『年金制度は誰のものか』（日本経済新聞出版社、2008年）
- 『税と社会保障の抜本改革』（日本経済新聞出版社、2011年）